# Emma Trosse
 Emma Johanna Elisabeth Trosse, también Emma Külz-Trosse, (Gransee, Margraviato de Brandeburgo, Alemania, 1863 - Bad Neuenahr-Ahrweiler, Alemania, 1949) fue una temprana luchadora por la libertad sexual y de los homosexuales, además de ser considerada la poetisa local de Bad Neuenahr-Ahrweiler.

## Vida
No se conoce mucho sobre la vida de Trosse, principalmente por falta de estudio, al ser una figura relativamente olvidada.
Parece que su familia era de origen burgués. Fue a la escuela en Bromberg y allí aprobó el examen para entrar en la educación secundaria para mujeres, las höhere Töchterschulen. Fue de las primeras mujeres a las que se les permitió hacia 1895/96 estar de oyente en la Universidad Friedrich Wilhelm de Berlín. Asistió a las clases de Filología y más tarde, en circunstancias no aclaradas, consiguió un título universitario. Llegó a dominar siete idiomas, lo que le ayudó en sus viajes por Polonia y Rusia.
Trabajó de maestra en la escuela pública de Gransee y en la höheren Töchterschule en Gnesen. También fue educadora en Schneidlingen bei Magdeburg y durante algún tiempo maestra en la escuela pública de Obernkirchen bei Bückeburg. Tras aprobar el examen de directora de colegio en Hannover, trabajó de directora del höheres Töchterinstitut con internado de Wurzburgo y más tarde de un gran internado en Bad Neuenahr.
Posteriormente descubrió el valle del Ahr y se trasladó a vivir allí. Conoció al joven médico Georg Alexander Constantin Külz (1869-1923) y se casó con él en 1900, teniendo una hija en 1902, Irmgard Külz (1902-1961; más tarde adoptó el apellido de su marido, Quednow). Comenzó a trabajar en la consulta del marido, que poco a poco se convirtió en una clínica especializada en diabetes. El marido volvió muy enfermo de la I Guerra Mundial y murió poco después, en 1923. Trosse pasó muchas dificultades, hasta que en 1926 su hija, Dr. phil. Irmgard Quednow, pudo tomar las riendas del negocio familiar junto con su marido, Dr. med. Erwin Quednow-Külz.
Personaje muy conocido en el pueblo, contaba cuentos a los niños locales, que escribía en hojas de calendario y que se han perdido. Hasta su muerte en 1949, visitaba todos los días el río Ahr, que la había enamorado medio siglo antes. 

## Activista sexual
Fue de las primeras activistas que lucharon y publicaron por la reforma sexual. En 1987 apareció su primer opúsculo Ist freie Liebe Sittenlosigkeit? («¿Es el amor libre inmoralidad?»).
Trosse fue la primera mujer que editó una monografía propia sobre la homosexualidad: en 1895 publicó de forma semianónima Der Konträrsexualismus in Bezug auf Ehe und Frauenfrage («El contrasexualismo en relación con el matrimonio y la cuestión de la mujer»). Le siguió un segundo texto en 1903, Ein Weib? Psychologisch-biographische Studie über eine Konträrsexuelle («¿Una mujer? Estudio psicológico biográfico de una contrasexual»), que fue prohibida ese mismo año por el juzgado de Leipzig por atentar contra en artículo 184 del código penal, que prohibía los «escritos obscenos».

## Poetisa
Emma Trosse es considerada en Bad Neuenahr-Ahrweiler una Heimatdichterin, literalmente «poetisa de la patria».
En 1899 publicó un libro de poesías titulado Was die Ahr rauscht («Lo que murmulla el Ahr»), algunos de cuyos poemas había estado publicando en el anuario local. 